# Släkten Sjövall (Sjöwall) från Skåne
Släkten Sjövall (Sjöwall) från Skåne är en bok utgiven 1973 av Will Sjöwall. Boken skildrar ättlingar till hattmakare Rasmus Andersson, född omkring 1660, död 1710 i Kristianstad, via manliga led. Från dennes sonsons sonson Gustav Abraham Sjövall (1810–1866) härstammar flera i detta uppslagsverk dokumenterade personer.

## Stamtavla över kända medlemmar av släkten
- Gustav Abraham Sjövall (1810–1866)
  - Hjalmar Sjövall (1844–1910), riksdagsman
    - Harald Sjövall (1886–1955), lärare och illustratör

  - Robert Sjöwall (1850–1911), direktör
    - Will Sjöwall (1899–1999), företagsledare
      - Lars Sjöwall (1925–2005), sjöofficer och företagsledare
      - Maj Sjöwall (1935–2020), sambo med Per Wahlöö, utgjorde tillsammans författarbegreppet Sjöwall Wahlöö